# Барбизонское искушение
«Барбизонское искушение» (фр. La Tentation de Barbizon) — французский кинофильм 1946 года, в котором дебютировал 32-летний Луи де Фюнес в эпизодической роли портье.

## Сюжет
Портье издательства «Мишель» и сотрудница того же издательства Мартина очень любят друг друга и решают пожениться. Однажды после работы они вместе едут в свадебное путешествие за город к дяде Мартины и не подозревают, что всего через несколько часов их счастье окажется под угрозой. Ведь этим же вечером в маленькой загородной гостинице дяди появились два странных постояльца. Владелец не сразу обратил внимание на загадочные явления, происходящие в гостинице с появлением этой пары, и даже не мог предположить, что принимает не кого иного, как давних противников — ангела в лице очаровательной и жизнерадостной Евы Паркер и дьявола — искусителя в образе циничного мсье Аткинсона (Франсуа Перье). Постояльцы неприятно удивлены этой встрече и по своему обыкновению начинают спор о превосходстве сил добра или зла и по какому «делу» каждого из них занесло сюда. Во время этого разговора они наблюдают за счастливой парой влюблённых. Позже черт получает задание «снизу» внести раздор в их отношения, чему крайне расстроен, так как считает это дело слишком простым для себя, а ангел получает задание помешать черту.
Для начала Аткинсон предлагает Мишелю выгодную работу, которая поможет ему выбраться из бедности, а затем предлагает им ключи от дома мечты Мартины. Это приводит к первым разногласиям с Мартиной: Мишель готов принимать все подарки искусителя, в то время как Мартина насторожена такой щедростью и отказывается от них. Отказавшись от дома, пара возвращается в Париж и останавливается в дорогой гостинице, Мишель должен приступить к работе, это расстраивает Мартину. Следующим пунктом в плане черта является знакомство Мишеля с директрисой издательства, которая должна, по его замыслу, соблазнить Мишеля. Далее чёрт планирует совратить Мартину и сделать из неё потаскушку. Ангел всячески мешает его планам. Тогда черт пытается нейтрализовать ангела, находящегося в теле усопшей известной в прошлом аферистки Мадо Глазищи, руками полиции, но ей удаётся освободиться, используя силы волшебства. Она тут же обращается за помощью к дяде Мартины, и тот, выдавая себя за богача, отвлекает внимание соблазнительницы на себя. Но черту все же удается устроить повторную встречу Мишеля с директрисой. Ангел является раньше Мишеля и пытается уговорить мадам Анселен отказаться от этой встречи, но та отказывается. Тогда ангел превращает её на сутки в рыбу. Когда Мишель приезжает на квартиру мадам Анселен, то застает там только ангела, который читает ему нравоучения. Разъяренный Мишель говорит, что устал от её постоянного вмешательства в его дела и если до этого он, может быть, и не изменил бы жене, то теперь изменит с первой встречной. В отчаянии ангел предлагает себя вместо первой встречной в надежде образумить молодого человека в процессе разговора, но молодой человек оказывается очень настойчивым, и ангел, находясь в теле земной женщины, чувствует влечение к Мишелю и теряет свои волшебные силы. Она просит его поскорее выйти на улицу, чтобы глотнуть свежего воздуха. Они садятся в машину и уезжают.
Черт в это время прогуливается по городу с Мартиной, которая заставляет его невольно делать хорошие поступки. Раздосадованный невозможностью совратить Мартину и совершением хороших поступков, он везет девушку обратно в отель. Но по дороге их автомобиль сталкивается с другим, в котором оказываются Мишель с ангелом.
Ангел с чертом оказываются рядом с машинами и признают свой полный провал. Оба отказываются от дальнейшего вмешательства в дела пары и возвращаются каждый в свое ведомство для получения взысканий. Ангел решает больше никогда не возвращаться на землю, так как поняла что не может сопротивляться земным соблазнам.

## Актёры
- Симона Ренан — Ангел и Эва Паркер
- Франсуа Перье — Чёрт и Бен Аткинсон
- Жюльетта Фабэ — Мартина, жена Мишеля
- Даниэль Желен — Мишель Бертье, портье общества «Publi-Mondial»
- Пьер Ларкеи — Жером Шамбон, дядя Мартины и патрона гостиницы «Le rendez-vous des oiseaux»
- Мино Бурнай — Доминик Анселен, директор общества
- Андрэ Бервиль — Стефан, бродяга и игрок в кости
- Жан Валл — следователь
- Анри Кремие — адвокат Эвы Паркер
- Жан Бертон — директор отеля
- Шарль Виссиэр — аббат на благотворительном празднике
- Жерар Сэти — шофёр перед кабачком (в титрах не указан)
- Луи де Фюнес — портье в кабаре «Le Paradis» (в титрах не указан)